# Göran Bernhard
Göran Bernhard, egentligen Göran Bernhard Streijffert, född 20 januari 1932 i Stockholm, död 24 juni 1998 i Oscars församling, Stockholm, var en svensk barnskådespelare.
Göran Bernhard inträdde i filmbranschen 1936 och medverkade i 18 filmer. Han är begravd på Galärvarvskyrkogården i Stockholm.

## Filmografi
- 1936 – Längtan
- 1936 – Familjens hemlighet
- 1936 – 33.333
- 1936 – Äventyret
- 1937 – Häxnatten
- 1938 – En kvinnas ansikte
- 1938 – Två år i varje klass
- 1938 – Herr Husassistenten
- 1940 – Den blomstertid
- 1940 – Snurriga familjen
- 1940 – Västkustens hjältar
- 1941 – Soliga Solberg
- 1941 – Stackars Ferdinand
- 1941 – Striden går vidare
- 1941 – Tomten
- 1942 – Fallet Ingegerd Bremssen
- 1943 – Jag dräpte
- 1944 – Jag är eld och luft
- 1945 – Rosen på Tistelön